# Швейная промышленность (журнал)
«Шве́йная промы́шленность» — российский научно-технический и производственный журнал для людей, связанных со швейным производством.

## История
По одним данным, журнал образован в 1929 году под названием «Техника и экономика швейной промышленности», а уже с 1930 года получил название «Швейная промышленность». Уже к концу 1930-х годов журнал стал достаточно известным среди специалистов отрасли, в нём имелись такие рубрики, как «Новинки швейной техники», «Обмен опытом», «Качественные показатели работы». По другим данным, журнал был основан в 1940 году под названием «Лёгкая промышленность», нынешнее название получил в 1959 году. В послевоенные годы в журнале появились такие рубрики, как «За повышение эффективности производства», «Экономика, организация и управление производством», «Наука — производству», «Технология, ассортимент и качество», «Моделирование и конструирование», «Оборудование и средства малой механизации». В позднесоветское время журнал издавался Министерством лёгкой промышленности СССР и Центральным правлением научно-технического общества лёгкой промышленности. Тираж в 1978 году составлял 30 000 экземпляров. После распада СССР, издание журнала взяло на себя первое в лёгкой промышленности акционерное общество «Консенсус».

## Описание
Выходит 6 раз в год. Журнал входит в перечень рецензируемых научных журналов, в которых должны быть опубликованы основные научные результаты диссертаций на соискание учёных степеней кандидата и доктора наук. Перечень был утверждён решением Президиума Высшей аттестационной комиссией России в сентябре 2010 года.